# Arroyo de la Gándara
El arroyo de la Gándara es un pequeño curso fluvial que cruza el municipio de Valle de Valdebezana hasta que confluye con el arroyo de las Canales, dando un arroyo resultante que se conoce como arroyo Saúl. Ese arroyo recorre los 2 km que hay entre Villabáscones de Bezana y Quintanabaldo para desembocar en el río Nela.

## Aclaraciones
Por un lado, el nombre de este cuerpo de agua es completamente residual en el lenguaje hablado, de modo que la forma más fácil de encontrarlo es buscando en los mapas. Con eso en mente, también es importante saber que no se conoce ningún estudio minucioso sobre este (A pesar de ser el principal curso fluvial que nace en el Valle de Valdebezana), hasta el punto que la nomenclatura es inconsistente por usar la misma denominación para el arroyo y algunos de sus afluentes, mientras que otros tienen nombre propio:
- En Bezana: Arroyos de los Arranes, Cuevas y Trechuchios
- En Castrillo de Bezana: Arroyo de San Juan
- En Cilleruelo de Bezana: Arroyo de Salinas
- En Quintanaentello: Arroyo de Posadas
- En Riaño: Arroyo del Bayo
- En Torres de Abajo: Arroyo del Riuco
- En Virtus: Arroyo de Regada

## Métricas
Parece apropiado considerar que nace en el pinar de Virtus, porque es el punto más lejano de la desembocadura que ya aparece con ese nombre, de suerte que no se trata de una confluencia, sino de un manantial. Esto resultaría en que tiene una longitud de 10,3 km, y que está orientado hacia al estesudeste.
Comienza con una pendiente elevada, que alcanza los 8 grados sexagesimales en Virtus, suavizándose a 1º entre Montoto y Soncillo, para volver a pronunciarse hasta unos 5º en el bosque de San Cibrián.

## Interpretación
La categoría en la que mejor encaja es la de arroyo mediandriforme de pendiente media que da lugar a un valle abierto de fondo encajado: De modo que lleva un caudal bastante bajo, pero su sensibilidad a las épocas más lluviosas hace que su altura pueda aumentar considerablemente. A modo de ejemplo, véase el tamaño del vano del puente en comparación con la situación del cauce cuando se tomó la fotografía.